# Яковенко Ольга Олександрівна
О́льга Олександрівна Якове́нко (нар. 1 червня 1987, Вінниця) — українська легкоатлетка, спеціалізується в спортивній ходьбі, майстер спорту України міжнародного класу.

## З життєпису
В складі збірної України з 2008 року.
Змагалась у ходьбі на 20 км на Літніх Олімпійських іграх 2012 року.